# Walter Gay

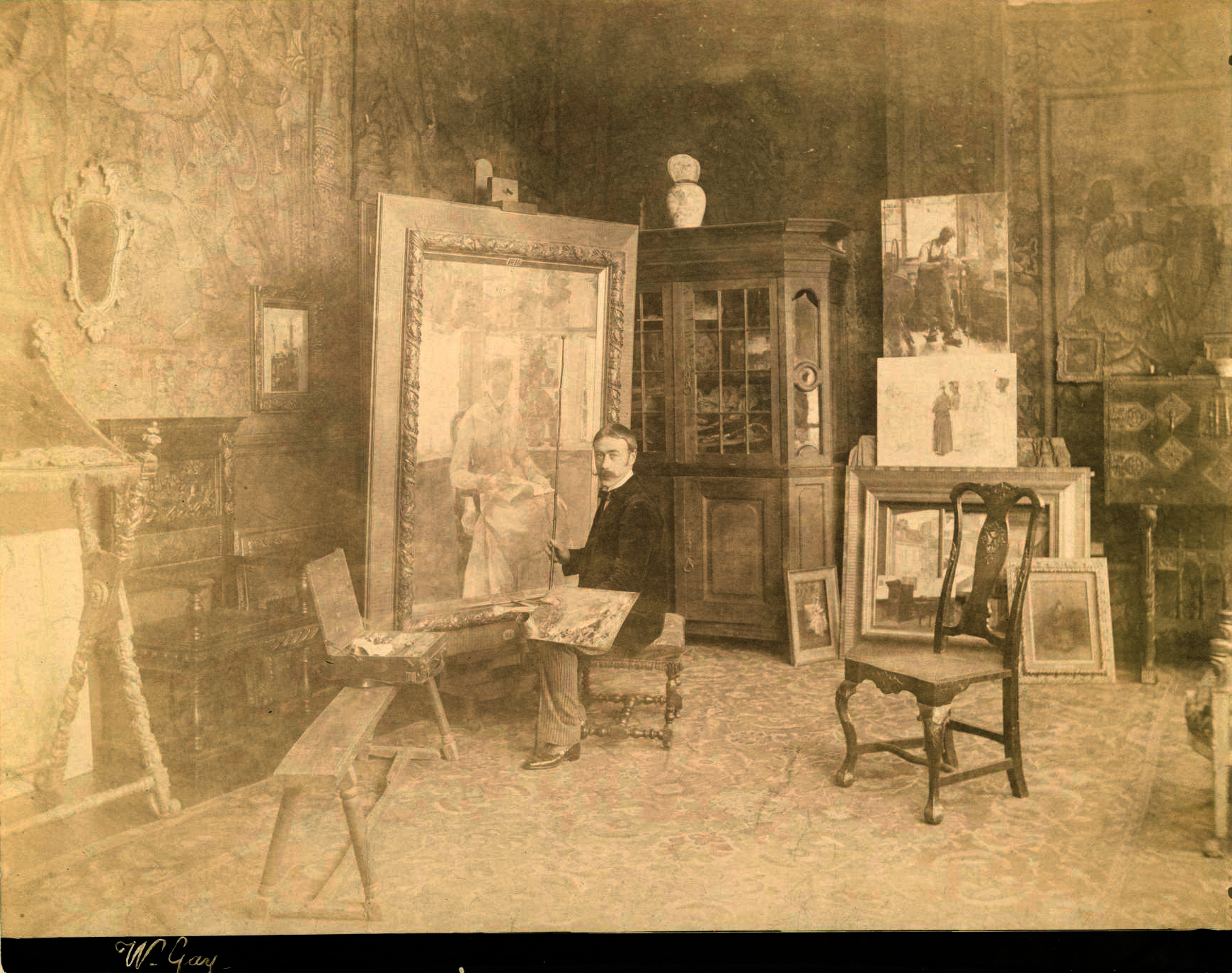
Walter Gay

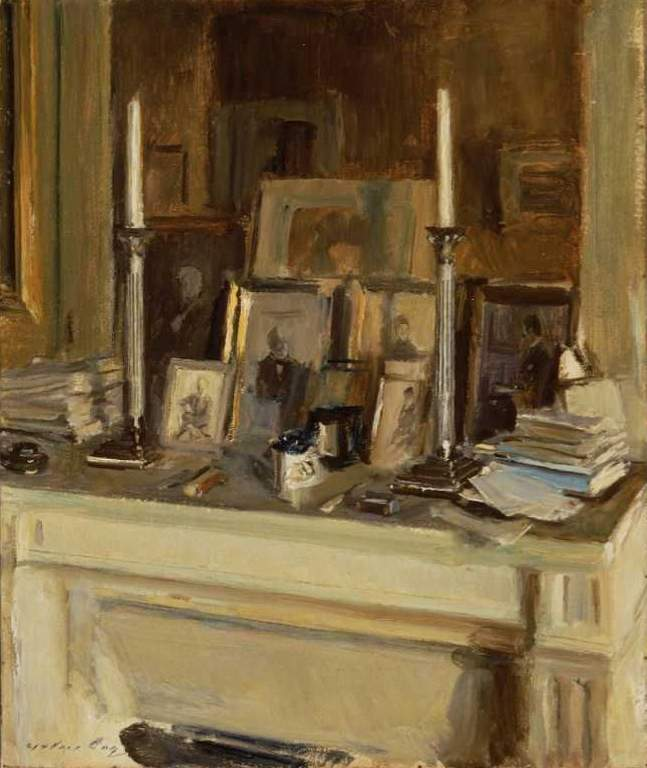
Walter Gay: La Cheminée

Walter Gay (* 22. Januar 1856 in Hingham, Massachusetts; † 14. Juli 1937 auf Château de Bréau bei Dammarie-les-Lys) war ein amerikanischer Maler. Nach Blumenstillleben, die während seiner Frühphase in den USA entstanden, arbeitete der Künstler nach seiner Übersiedlung nach Paris zunächst an Darstellungen der einfachen Landbevölkerung im Stil des akademischen Realismus und erzielte hiermit im Salon de Paris und anderen Ausstellungen große Erfolge. Ab den 1890er Jahren spezialisierte sich Gay auf Innenraumansichten von Museen und Wohnungen der Oberschicht, wobei er die Malweise des Impressionismus übernahm.

## Leben und Werk

### Jugend und Ausbildung
Walter Gay kam 1856 in Hingham (Massachusetts) zur Welt und verlebte seine Kindheit in Dorchester, einem Vorort von Boston. Sein Onkel, der Maler Wincksorth Alan Gay, weckte bei ihm schon frühzeitig das Interesse an Malerei und gab ihm erste Unterrichtsstunden. Es folgte der Kunstunterricht in Abendklassen am Lowell Institute in Boston. Sein Onkel stellte zudem den Kontakt zu dem Maler William Morris Hunt her, bei dem er ab 1873 studierte. In dieser Zeit
teilte er sich ein Atelier mit John Bernard Johnston. Gay spezialisierte sich zunächst auf Blumenstillleben. Hierbei entstanden meist farbenreiche Kompositionen von Feldblumen vor schwarz lackiertem Hintergrund.

### Erste Jahre in Paris

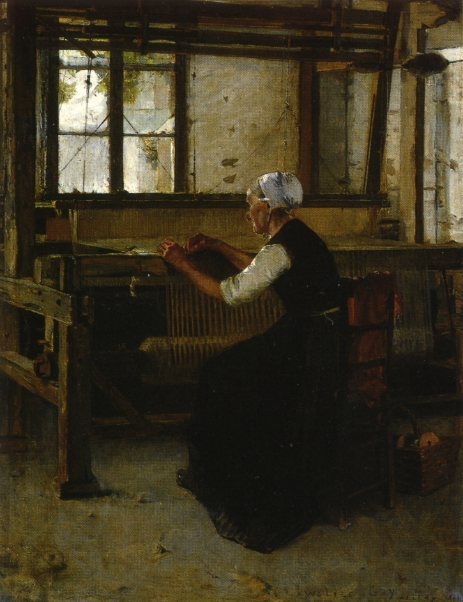
Walter Gay: The Weaver

1876 beendete er die Ausbildung bei Hunt und ging nach Paris, wo er als Schüler in das Atelier von Léon Bonnat eintrat. Er blieb bis 1879 bei seinem Lehrer, der ihn ebenso nachhaltig beeinflusste wie der katalanische Maler Marià Fortuny, der ihn an die spanische Malerei heranführte. Darüber hinaus verkehrte Gay in den Künstlerlokalen von Montmartre, wo er sich mit den Malern Pierre Puvis de Chavannes, Édouard Manet, Giovanni Boldini und Edgar Degas anfreundete.
1878 reiste Gay nach Madrid und studierte und kopierte im Prado Werke von Velázquez und anderen spanischen Barockmalern. Seit 1879 stellte er regelmäßig im Salon de Paris aus. In der Folgezeit arbeitete Gay meist an kleinformatigen Genrebildern im Stil des 18. Jahrhunderts, wie sie auch Fortuny oder Ernest Meissonier bevorzugten. Hierzu gehörten Darstellungen wie die 1882 entstandenen Gemälde The Philosopher und Monk Reading.
Zusammen mit seinem Onkel reiste Gay 1882 erstmals nach Barbizon im Wald von Fontainebleau und besuchte Concarneau in der Bretagne. Gay begeisterte sich für die ursprüngliche Lebensweise der Landbevölkerung und kehrte in den 1880er Jahren wiederholt an diese Orte zurück. Unter dem Einfluss der Maler Jules Breton und Léon Augustin Lhermitte entstanden in dieser Zeit großformatige Gemälde in dunklen Farben im Stile des akademischen Realismus. Beispiele hierfür sind Arbeiten wie The weaver, La Bénédicté, The Spinners oder Charity, die Gay auf der Weltausstellung 1889 in Paris zeigte, wo sie von der Kritik und dem Publikum erfolgreich aufgenommen wurden und er für seine Arbeiten eine Silbermedaille erhielt. Der französische Staat hatte zudem La Bénédicté bereits im Vorjahr für das Musée du Luxembourg erworben, nachdem es im Salon mit einer Goldmedaille ausgezeichnet worden war. Das Gemälde Charity sandte Gay darüber hinaus zur World’s Columbian Exposition nach Chicago. Weitere erfolgreiche Ausstellungen mit Werken Gays folgten in den 1890er Jahren in Wien, Antwerpen, Berlin und München.

### Heirat und Aufbau einer Kunstsammlung
1889 heiratete Walter Gay Matilda Travers, die Tochter des wohlhabenden New Yorker Rechtsanwaltes und Unternehmers William R. Travers. Das Erbe der Ehefrau ermöglichte es den Gays zeit ihres Lebens einen aufwendigen Lebensstil zu pflegen. Hierzu gehörte eine Wohnung in einem Haus aus dem 18. Jahrhundert in Paris sowie verschiedene Landhäuser in der Umgebung der französischen Hauptstadt. 1896 erhielt er auf der Internationalen Kunstausstellung in Berlin eine kleine Goldmedaille. 1905 erwarb das Paar das Château du Bréau bei Dammarie-les-Lys, das sie bis zu ihrem Tod als Landsitz nutzten. Zudem baute das Paar eine eigene Kunstsammlung auf. Zunächst – während der Hochzeitsreise nach England 1889 – begannen sie englisches Tafelsilber des 18. Jahrhunderts und altes Porzellan zu erwerben, bevor sie sich Gemälden und vor allem Zeichnungen zuwandten. Neben französischen Arbeiten des 18. Jahrhunderts fanden sich in der Sammlung der Gays niederländische Zeichnungen des 17. Jahrhunderts. Diese Zeichnungen – darunter über 20 Werke von Rembrandt – stiftete Matilda Gay 1938 dem Louvre.

### Maler von Interieurs

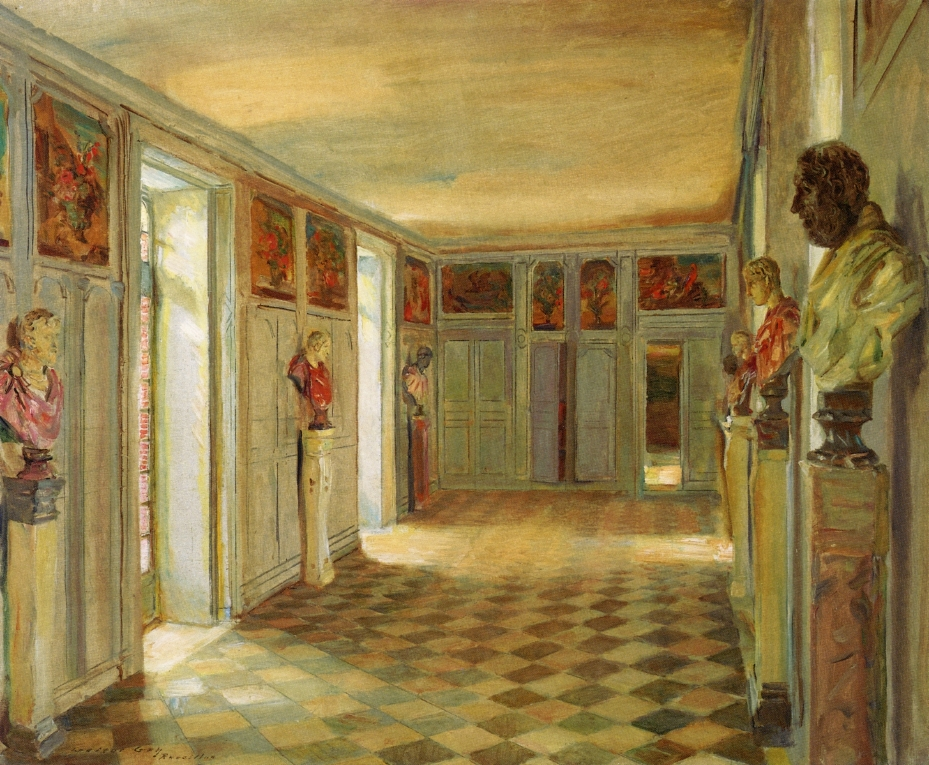
Walter Gay: Galerie des Bustes, Château du Reveillon

Ab 1895 veränderte Walter Gay sowohl seine Malweise als auch die Motivwahl. Es entstanden in den Jahren bis zu seinem Tod im Jahr 1937 fast ausnahmslos Interieurs im Stile des 18. Jahrhunderts. Er begann mit Ansichten der Räume seines Château du Bréau und des benachbarten Château de Fortoiseau, die schnell bei wohlhabenden Käufern Interesse an Darstellungen der eigenen Wohnsitze weckte. Zu seinen Kunden gehörten beispielsweise die mit Gay befreundeten Edith Wharton, Henry James, Alva Vanderbilt Belmont, der Duke of Sutherland und Berthe de Béhague, die alle Interieurs ihrer Wohnsitze anfertigen ließen. Darüber hinaus entstanden Innenansichten von verschiedenen Museen wie dem Metropolitan Museum of Art in New York und dem Musée Carnavalet sowie dem Musée Jacquemart-André in Paris. Ebenso fertigte er Interieurs des New Yorker Wohnhauses von Henry Clay Frick (heute Frick Collection) sowie des Venezianischen Palazzo Barbaro für den amerikanischen Besitzer Daniel Sargent Curtis an.
Für diese Interieurs wählte Gay einen flüchtigen Pinselstrich, den er von den Impressionisten übernahm und arbeitete wie sie mit unterschiedlichen Lichtverhältnissen. Gay bildete dabei nicht in jedem Fall die vorgefundenen Begebenheiten ab, sondern arrangierte meist Möbel und sonstiges Inventar zu einer malerischen Komposition um. Häufig wählte er in seinen kleinformatigen Interieurs nur einen Raumausschnitt und verzichte auf die Abbildung von Personen. Ähnliche Bilder finden sich in den Werken von Edgar Degas, Adolph Menzel und John Singer Sargent, die ebenso zu Gays Freunden zählten wie der Maler Ralph Wormeley Curtis und die Innenarchitektin Elsie de Wolfe.
Gay war Mitglied in zahlreichen Künstlervereinigungen. Hierzu gehörten die American Federation of Arts, das National Institute of Arts and Letters, die Society of American Artists, die englische Royal Watercolour Society, die französische Société nationale des beaux-arts und die Münchner Sezession. 1894 erhielt er die Auszeichnung zum Chevalier der französischen Ehrenlegion. Es folgte 1906 die Ernennung zum Officier und 1927 die zum Commandeur. Gay starb 1937 auf seinem Landsitz bei Dammarie-lès-Lys.

## Werke in öffentlichen Sammlungen (Auswahl)
- La Bénédicté – Amiens, Musée de Picardie
- Interior: Château du Bréau – Blérancourt, Musée de la Coopération Franco-Américaine
- Interior du Château de Courance – Blérancourt, Musée de la Coopération Franco-Américaine
- Interior of Palazzo Barbaro, Venice – Boston, Museum of Fine Arts
- The Broken Thread – Boston, Museum of Fine Arts
- Monk Reading – Boston, Museum of Fine Arts
- La Cheminée – Boston, Museum of Fine Arts
- The Weaver – Boston, Museum of Fine Arts
- French Interior – Boston, Museum of Fine Arts
- Interior of Château du Bréau – Buffalo, Buffalo AKG Art Museum
- Las Cigarreras – Castres, Musée Goya
- The Commode- Chicago, Art Institute of Chicago
- The Philosopher – Cleveland, Cleveland Museum of Art
- L’Embarcadere – Lyon, Musée des Beaux-Arts
- Wild flowers – New Haven, Yale University Art Gallery
- Portrait William Henry Huntington – New York City, Metropolitan Museum of Art
- Bleu et blanc – Paris, Musée d’Orsay
- Les Medaillons – Paris, Musée d’Orsay
- Interior – Paris, Musée d’Orsay
- The Three Vases – Pittsburgh, Carnegie Museum of Art
- The Old Fireplace – Pittsburgh, Carnegie Museum of Art
- Interieur of the Petit Trianon, Versailles – Providence, Rhode Island School of Design Museum
- Interior – San Francisco, California Palace of the Legion of Honor
- Petit salon de Julia Bartet à Paris – Versailles, Musée Lambinet
- The Sculptor's Studio – Lawrence (Kansas), Helen Foresman Spencer Museum of Art
- Ranston House, Dorset – Lawrence (Kansas), Helen Foresman Spencer Museum of Art